# Mérsékelt öv

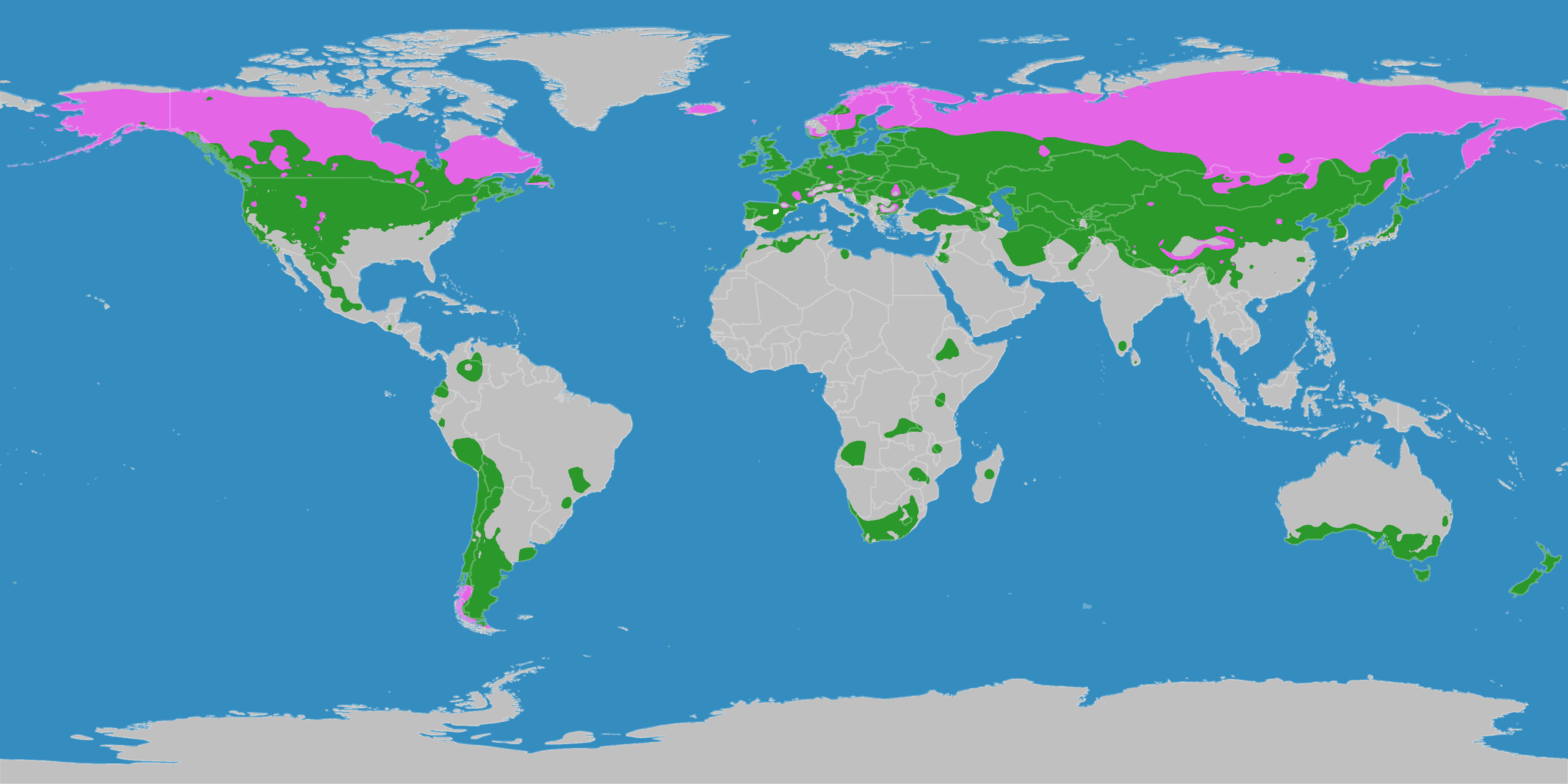
Mérsékelt öv:
Hideg mérsékelt (boreális)
Valódi mérsékelt övezet

A mérsékelt övezet mindkét félgömbön a 23,5° és a 66,5° szélességi fokok között fekszik. A két mérsékelt övnek a 23,5°-tól kb. a 40° közé eső részét szubtrópusoknak is nevezik. Az övezet nevét onnan kapta, hogy benne a fő éghajlati elemek középértékei a forró övezetben, illetve a hideg övezetben szokásosak közé esnek, mint ahogy földrajzilag is ezek között foglal helyet. Ez a köztes helyzet nem érvényes az egyes éghajlati elemek egyedi (napi) értékeire: általános szabály, hogy a mérsékelt övezetben ezek évszakossága és eseti ingadozása is jóval nagyobb, mint akár a hideg, akár a forró övezetben szokás.
A mérsékelt övezeti éghajlat az éghajlatok egyik alaptípusa. Az övezetben a nyugati szelek uralkodnak. Általános a négy évszak. Az évi középhőmérséklet 0–20 °C. A legmelegebb hónap középhőmérséklete 15-25 °C, a leghidegebbé -5 – -10 °C.

## Éghajlattípusok
A mérsékelt égövben (is) több éghajlat alosztályt, illetve altípust különböztetünk meg, főképpen a csapadék mennyisége és jellege, továbbá a hőmérséklet évi ingása alapján.
A mérsékelt övi szárazföldi területek éghajlattípusai:
- Mérsékelt éghajlat
  - Hideg mérsékelt öv
    - Szubarktikus éghajlat (tajga)

  - Valódi mérsékelt öv
    - Kontinentális éghajlat
      - száraz és nedves kontinentális
      - mérsékelt övi sivatagi

    - Óceáni éghajlat

  - Meleg mérsékelt öv (szubtrópusi)
    - Mérsékelt övi monszun
    - Mediterrán éghajlat
- Hegyvidéki éghajlat

| Földrajzi öv        | Éghajlat                               | Évi középhőmérséklet (°C ) | Évi csapadék (mm) | Jellemzők                           |
| ------------------- | -------------------------------------- | -------------------------- | ----------------- | ----------------------------------- |
| Hideg mérsékelt öv  | Tajga                                  | 0 és –10 között            | 200 – 250         | Hűvös nyár, 6-9 hónapos tél         |
| Valódi mérsékelt öv | Szélsőségesen kontinentális (sivatagi) | 0 és 17 között             | 100 – 200         | Hideg tél, forró nyár               |
| Valódi mérsékelt öv | Száraz kontinentális                   | 0 és 17 között             | 300 – 500         | Hideg tél, meleg nyár               |
| Valódi mérsékelt öv | Nedves kontinentális                   | 0 és 15 között             | 500 – 700         | Szabályos négy évszak               |
| Valódi mérsékelt öv | Óceáni                                 | 5 és 15 között             | 800 – 2000        | Enyhe tél, hűvös nyár               |
| Meleg mérsékelt öv  | Mérsékelt övi monszun                  | 10 és 22 között            | 1000 – 1600       | Meleg, esős nyár; hűvös, száraz tél |
| Meleg mérsékelt öv  | Mediterrán szubtrópusi                 | 10 és 22 között            | 400 – 1000        | Forró, száraz nyár; enyhe, esős tél |

## Hideg mérsékelt öv
Az éghajlatot főként a besugárzás mértéke alakítja. Igen alacsony a hőmérséklet, az évi középhőmérséklet 0 °C és –10 °C közötti. Két évszak alakult ki, a hosszú (5-8 hónapos) tél és rövid nyár, az átmeneti időszakok nagyon rövidek. A csapadék kevés, de a párolgás is kis mértékű, ezért nincs szárazság. Télen jellemzőek az erős szélviharok (burán, blizzard). Ez az éghajlat csak az északi félgömbön alakulhatott ki. Éghajlatát tajgaéghajlatnak nevezzük.
A folyók télen befagynak, hóolvadáskor jellemző az árvíz és a mocsarak kialakulása. A növénytakaró tűlevelű erdő, főképp lucfenyő, jegenyefenyő, vörösfenyő és erdei fenyő alkotja. Lombhullató fák is előfordulhatnak: nyír, bükk, tölgy és juhar. A talaj nagyon lassan képződik, jellemzőek a szürke podzoltalajok. Állatvilága gazdag, jellemző fajok a mókus, pocok, fajdok, énekesmadarak, cickány, hód, gímszarvas, jávorszarvas, rénszarvas, lazac, menyét, hermelin, coboly, nyest, farkas, medve, hiúz.
Sok helyen a talaj fagyott (permafroszt), így erdők ezen már nem jelennek meg, a gyökerek nem hatolnak mélyre. Jellemző lehet olvadás után a talajkúszás. A fagyott talaj főképp Szibériában jellemző, vastagsága akár 1370 m is lehet.

## Valódi mérsékelt öv

### Száraz kontinentális éghajlat
A száraz kontinentális területek olyan sztyeppterületek, melyek főleg Eurázsiában alakultak ki, sivatagokat ölelnek körül. Jellemző a Kárpát-medencei füves pusztákra és a közép-ázsiai sivatagok körül, Mongólia, Tibet területén.
A csapadék csupán 300– 500 mm évente, de eloszlása egyenletes. A növényzet főleg törpefüvű és magas füvű gyeptársulásokból áll. De megkülönböztethetünk még löszpusztákat, homokpusztákat, szikeseket, pusztai gyepeket és erdősztyeppeket. Talaja lehet barna erdőtalaj, szürke erdőtalaj (a lombos erdők és sztyeppek határán), csernozjom (sztyeppek területén) és gesztenyebarna talaj.

### Nedves kontinentális éghajlat
A nedves kontinentális területek a Földön a 40° szélességi körtől északra helyezkednek el. Jellemző, hogy csak az északi féltekén alakultak ki, az óceántól távolodva a kontinentális hatás egyre nő. Magyarország is ebbe az éghajlatba tartozik.
Az évi középhőmérséklet 0–15 °C, az évi hőingás 20 °C-nál nagyobb. 4 évszak van, az évi csapadékmennyiség 500–1000 mm, mely nyugatról kelet felé csökken. A folyók vízjárása ingadozó. A természetes növénytakaró lombhullató erdő, mely lehet tölgyes, bükkös, helyenként tűlevelű erdővel elegyedve.
Felszínfejlődésére jellemző, hogy a folyók munkája meghatározó, ezért a völgyhálózat sűrű. Jelentős még a mállás, valamint a karsztos formák kialakulása.

### Óceáni éghajlat
Az óceánok közelében, főleg az USA és Kanada nyugati részén, a Brit-szigeteken, és Dániától Spanyolországig, illetve Új-Zélandon alakult ki, a part menti területeken. A csapadékmennyiség 800–2000 mm, egyenletes eloszlású. Gyakori a köd és a borultság, valamint állandóan fúj az óceán felől a szél. Az évi középhőmérséklet 5-12 °C. Jellemző, hogy a tél enyhe, a leghidegebb hónap február. A nyár hűvös, a legmelegebb hónap az augusztus–szeptember.

### Mérsékelt övezeti sivatagi éghajlat
Mérsékelt övezeti sivatagok a kontinensek belsejében keletkeznek, kialakulásuknak oka az óceánoktól való nagy távolság, a medencejelleg és a kontinensek belsejében uralkodó anticiklonok hatása. Jellemző Közép-Ázsiában, a Turáni-alföldön, Takla-Makán, Góbi sivatagokban.  Észak-Amerikában a Sziklás-hegységben, Dél-Amerikában pedig Patagónia területén.
Az évi középhőmérséklet 0-15 °C, az évi és a napi hőingás nagy. A csapadék 200 mm alatti. Felszínformálására jellemző, hogy nagyobb szerepet kap a fagyaprózódás és a mállás. A gleccserek törmelékkel fedettek, valamint hegylábfelszínek alakulnak ki. A talajok nagy só- és portartalmú váztalajok, jellemző a félsivatagokban az agyagásványok felhalmozódása.

## Meleg mérsékelt öv

### Mérsékelt övezeti monszun éghajlat
A meleg-mérsékelt övhöz tartozik. A csapadék elég sok, 700–2000 mm is lehet, ami főként nyáron hullik le. Az éghajlat kialakítója a monszunszél, mely egy évszakosan váltakozó szélrendszer. A kontinensek keleti oldalán található meg, a 25°-35° szélességi körök között. Természetes növénytakarója a babérlombú erdő.
Előfordulási helyei:
- Ázsia: D- és K-Kína, Japán, Tajvan
- Afrika: kis területen D-Afrika keleti partvidékén
- Amerika: Mexikói-öböl környéke, Brazília, Uruguay
- Ausztrália: Baktérítőtől déli szélesség 37 fokig, keleti parton

A felszínformálás a trópusi monszunéhoz hasonló, nyáron a mállás, télen a fagyaprózódás jellemző. Sok üledék képződik, ezért a folyókban jelentős a hordalék mennyisége. A karbonátos kőzetekben óriási barlangrendszerek fejlődhetnek. A sok csapadék miatt podzolos talajok alakulnak ki, melyek vörös és sárga színűek.

### Mediterrán éghajlat
Mediterrán területek az északi féltekén, a 35° és 45° szélességi fokok között találhatóak. Jellemzően a kontinensek nyugati partvidékein helyezkednek el, Eurázsiában a Földközi-tenger és melléktengerei mentén (Fekete-tenger, Kaszpi-tenger), Afrikában az Atlasz-hegység északi lábánál, Fokváros környékén, Észak-Amerikában Kalifornia területén, Dél-Amerikában Chile területén, Ausztráliában pedig a Spencer-öböl és a Vincent-öböl partvidékén.
Az évi középhőmérséklet 10-20 °C, a csapadékmennyiség 500–700 mm, maximuma ősszel van. A csapadék főleg télen hullik le, ilyenkor nyugatias, párás légtömegek érkeznek az óceán felől. Nyáron a passzátszél leszálló ága a meghatározó, az év többi részében a nyugati szelek uralkodnak. Jellemzői a viszonylag meleg tél és a meleg, száraz, 4-5 hónapos nyár.
Természetes növénytakarója a keménylombú erdő, mivel a szárazsághoz más növények nem tudnak alkalmazkodni. Régen jellemző fajok voltak a magyaltölgy, paratölgy, aleppói fenyő, mandulafenyő, ciprusfélék, illatos cserjék, valamint a mediterrán tűlevelű erdők területén a cédruserdők atlaszcédrussal, libanoni cédrussal, mamutfenyővel. Ám napjainkra az eredeti növényzet nagy része elpusztult, és helyét örökzöld bozótos vette át, macchia a szilikátos kőzeteken, garigue a karbonátos kőzeteken és a chapparal Kaliforniában.

## Hegyvidéki övezetesség
A magas hegyekben az évi középhőmérséklet 100 m-enként mintegy 0,5 °C-kal csökken; az éghajlatban és ennek megfelelően a növényzetben úgynevezett hegyvidéki övezetesség alakul ki. Éghajlatai magasságonként változnak: fölfelé haladva az éghajlati, növényzeti és talajviszonyok hasonlóan változnak, mint az Egyenlítőtől a sarkok felé (értelemszerűen például a térítők sivatagainak kihagyásával). A mérsékelt övezetben a növényzeti övei: először szántó, majd lombhullató erdők, utána fenyőerdők, majd hegyvidéki rét és cserjék, végül mohák, zuzmók, és kopár sziklák.